# Eratigena tlaxcala
Eratigena tlaxcala là một loài nhện trong họ Agelenidae. Chúng được miêu tả năm 1968 bởi Roth.